# نوربرت رايذوفر
نوربرت رايذوفر (بالألمانية: Norbert Reithofer)‏ هو رجل أعمال ورئيس سابق لمجلس الإدارة في شركة بي إم دبليو. يشغل حاليًا منصب رئيس مجلس الإشراف.

## تعليمه
تخرج رايذوفر بشهادة في الهندسة الميكانيكية من جامعة ميونيخ للعلوم التطبيقية في ميونيخ. ثم انتقل إلى جامعة ميونيخ التقنية لدراسة الهندسة وإدارة الأعمال. بعد التخرج، أصبح باحثًا مساعدًا في الجامعة في معهد أدوات الماكينات وإدارة الأعمال في يواكيم ميلبرغ، والذي حصل بموجبها على الدكتوراه.

## عمله
في عام 1987، انضم رايذوفر إلى شركة بي أم دبليو كرئيسًا لخط الصيانة. ثم عمل مديرًا في قسم إنتاج الجسم الأبيض بين عامي 1991 إلى 1994. ومن عام 1994 إلى عام 1997، أصبح رايذوفر مديرًا تقنيًا لشركة بي إم دبليو في جنوب أفريقيا. من عام 1997 إلى عام 2000، كان رايذوفر رئيس التصنيع لشركة بي إم دبليو في الولايات المتحدة الأمريكية، ومقرها في سبارتنبرغ، ساوث كارولينا. استقال ريثوفر في وقت مبكر من مايو 2015 وحل محله هارالد كروجر.

## روابط خارجية
- نوربرت رايذوفر على موقع مونزينجر (الألمانية)